# Senador Guiomard
Pour les articles homonymes, voir Senador.

Localisation de Senador Guiomard

Senador Guiomard est une ville brésilienne de l'est de l'État de l'Acre. Sa population était estimée à 21 000 habitants en 2006. La municipalité s'étend sur 2 047 km2.

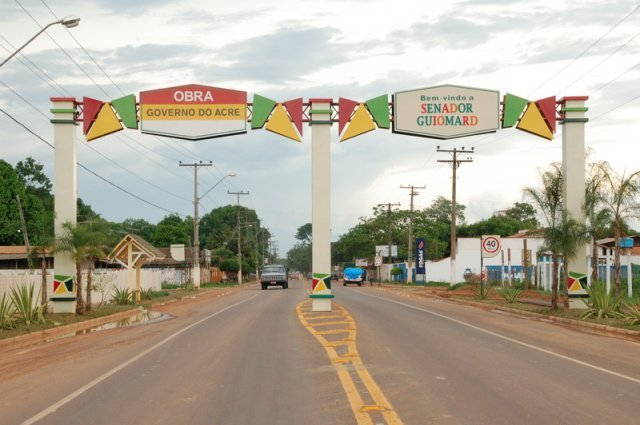

## Maires
| Période | Période | Identité    | Étiquette | Qualité |
| ------- | ------- | ----------- | --------- | ------- |
| 2009    | 2012    | James Gomes | PSDB      |         |